# Bellibarbula
Bellibarbula là một chi rêu trong họ Pottiaceae.